# 赵瑞宝
赵瑞宝（1960年3月—），山东兖州人，中国人民解放军中将。
曾任中国人民解放军第二炮兵部队政治部干部部部长、第二炮兵工程学院政治委员。2010年7月，晋升少将军衔。2011年，任第二炮兵第51基地政治委员。2014年，改任第二炮兵第52基地政治委员。2017年，任火箭军第61基地政治委员。2018年2月24日，当选为第十三届全国人大代表。2018年4月，升任中国人民解放军西部战区副政委兼政治工作部主任。2019年6月，晋升中将军衔。2021年12月，调任火箭军副政治委员。
是第十三届全国人大代表。